# Beaurevoir
Beaurevoir és un municipi francès, situat al departament de l'Aisne i a la regió dels Alts de França, prop del naixement de l'Escalda. L'any 1999 tenia 1.498 habitants.
Forma part de la Communauté de communes du Pays du Vermandois.

## Situació
Beaurevoir es troba al límit septentrional de l'Aisne. Per tant, està a menys de quatre quilòmetres del departament del Nord. Està a 17 quilòmetres al nord-est de Saint-Quentin, la ciutat important més propera.

## Administració
Esclainvillers forma part del cantó de Le Catelet, que al seu torn forma part del Districte de Saint-Quentin. Des del 2001, l'alcalde de la ciutat és Gérard Potterie.

## Història
Joana d'Arc, a punt de passar a mans dels anglesos, intentà fugir del castell de Beaurevoir.
Josquin Desprez va néixer a Beaurevoir.

## Llocs d'interès
- Castell. Del segle xiv). Torre de guaita anomenada Joana d'Arc. Edifici classificat monument històric des de 1937. El Castell fou construït vers el 1310. Està a la frontera de l'Escaut. La torre Jeanne d'Arc és l'únic vestigi que es conserva visible del castell, que fou demolit per l'ordre de Lluís XIV de França. Una part dels subterranis estan conservats.